# 卡萬戈帶平鰭鮠
卡萬戈帶平鰭鮠，為輻鰭魚綱鯰形目平鰭鮠科的其中一種，為熱帶淡水魚，分布於非洲奧卡萬戈河上游流域，體長可達2.3公分，棲息在沙底質底層水域，生活習性不明。

## 擴展閱讀
維基物種上的相關：卡萬戈帶平鰭鮠